# Benquet

Benquet este o comună în departamentul Landes din sud-vestul Franței. În 2009 avea o populație de 1.471 de locuitori.

## Evoluția populației
| An        | 1975  | 1982  | 1990  | 1999  | 2006  | 2009  |
| --------- | ----- | ----- | ----- | ----- | ----- | ----- |
| Populație | 1.039 | 1.154 | 1.240 | 1.291 | 1.405 | 1.471 |